# 1947–1948-as magyar gyeplabdabajnokság
Az 1947–1948-as magyar gyeplabdabajnokság a tizennyolcadik gyeplabdabajnokság volt. A bajnokságban hét csapat indult el, a csapatok két kört játszottak.
A címvédő Budai Kinizsi TE csapatát átvette a Vasas SC.

## Tabella
| #  | Csapat          | M  | Gy | D | V | G+ | G- | P  | Megjegyzés   |
| -- | --------------- | -- | -- | - | - | -- | -- | -- | ------------ |
| 1. | Vasas SC        | 12 | 9  | 3 | 0 | 29 | 6  | 21 |              |
| 2. | BKE             | 12 | 8  | 3 | 1 | 30 | 5  | 19 |              |
| 3. | Ferencvárosi TC | 12 | 7  | 4 | 1 | 36 | 7  | 18 |              |
| 4. | Nemzeti TE      | 12 | 3  | 2 | 7 | 3  | 35 | 8  |              |
| 5. | MAFC            | 12 | 2  | 1 | 9 | 3  | 8  | 5  |              |
| 6. | Széchenyi HC    | 12 | 2  | 1 | 9 | 3  | 45 | 5  |              |
| 7. | Magyar HC       | 12 | 3  | 2 | 7 | 9  | 2  | 8  | Visszalépett |

* M: Mérkőzés Gy: Győzelem D: Döntetlen V: Vereség G+: Ütött gól G-: Kapott gól P: Pont